# GO Transit

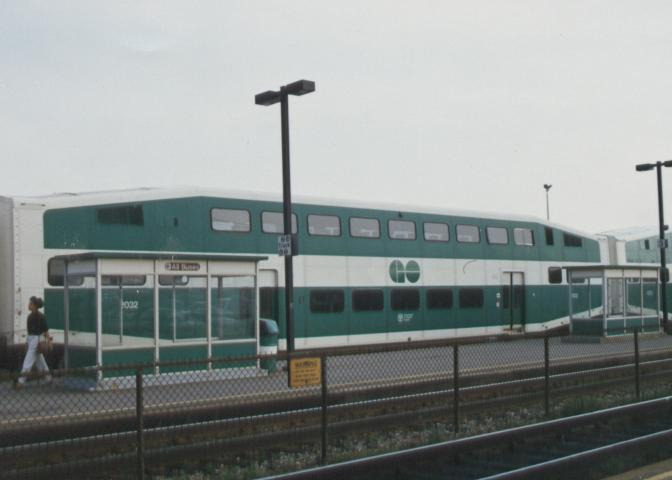
Trem da GO Transit.

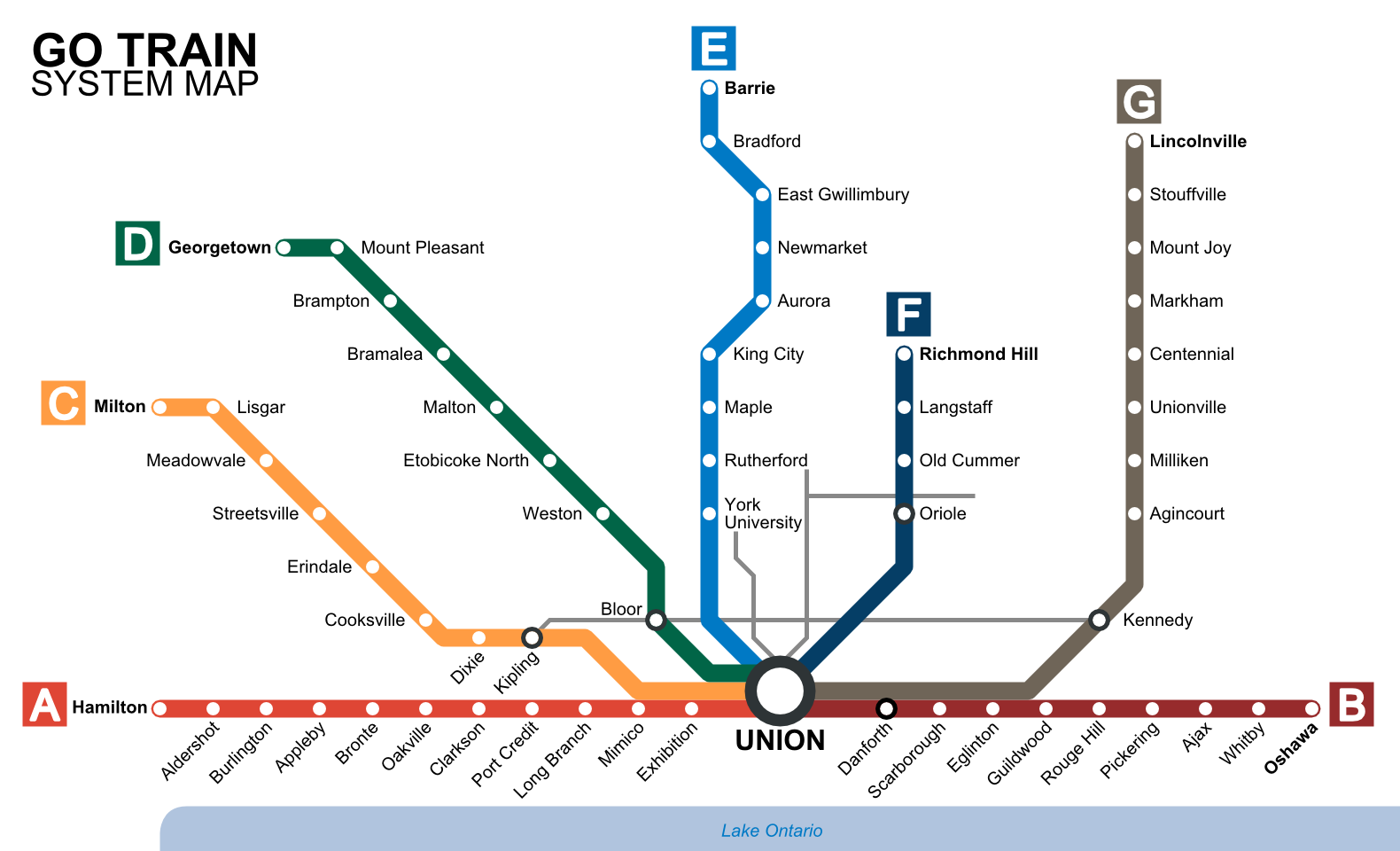
Sistema de trens do GO Transit.

O GO Transit, oficialmente conhecida como Greater Toronto Transit Authority, é um sistema de transporte público inter-urbano operando ao longo da região metropolitana de Toronto, Ontário, Canadá. Foi o primeiro sistema do gênero do país, e até tempos atuais, o único em operação em Ontário. A base de operações dos trens da GO Transit é a Union Station. Passageiros pagam pela distância pecorrida.
O GO Transit maneja diaramente 180 viagens de trens e 1 430 viagens de ônibus, transportando aproximadamente 190 mil passageiros, 160 mil em trens e 30 mil em ônibus. Ao menos 96% dos passageiros transportados em trens vão e saem da Union Station, enquanto que cerca de 70% dos passageiros de ônibus vão e saem da cidade de Toronto, transportando atualmente mais de 47 milhões de passageiros por ano.
Desde que foi inaugurada, em 1967, o GO Transit administra uma malha extensiva de trens e ônibus, que transportaram até a atualidade cerca de 750 milhões de passageiros, uma média de 19,2 milhões de passageiros por ano. O número de passageiros transportados tem muitas vezes superado expectativas. No primeiro ano de operação, 2,5 milhões de passageiros foram transportados.